# 슈트 액터
슈트 액터(スーツアクター)는 일본에서 탈인형을 입고 연기를 하는 배우를 말한다.

## 개요
슈트 액터는 영웅, 괴수, 유령, 마스코트 등 인간과 다른 외모를 가진 캐릭터를 연기하기 위해 탈인형을 쓰고 연기하는 배우이다. 그렇기 때문에 슈트 액터는 탈인형으로 전신을 입고 연기를 오랫동안 하기 때문에 체력적으로 힘들다. 또한 시야와 관절에 크게 제한이 있는 상황에서 난투 및 액션 장면과 스턴트를 해야 하기 때문에 스턴트맨보다 고도의 기술을 필요로 한다. 또한 일반적으로 표정을 이용한 연기를 할 수 없기 때문에 전신을 사용해 높은 연기력, 마임의 기량이 요구된다. 특히 변신이라는 과정을 따른 작품에서는 변신 후의 캐릭터만을 연기하는 경우가 대부분이다. 즉 이 캐릭터를 변신이라는 과정 후에는 전과 다른 성격이나 기술이 나올 수 있으므로, 배우가 연기함에 있어서 배우로서의 기량도 더욱 요구된다. 또한 괴수 등 다른 생물을 연기할 때는 배우로서 인간이 아닌 연기가 요구된다.

## 같이 보기
- 스턴트 배우